# Read or Die
“Read or Die” ili samo "R. O. D." je japanska anime OVA humorna akcijska fantastična serija iz 2001. snimljena po istoimenoj Mangi. Ima 3 epizode objavljene isključivo na video tržištu i njen redatelj je Kouji Masunari. Serija je smještena u sadašnje doba te govori o pustolovinama introvertirane agentice Yomiko Readman koja mora spasiti svijet, a kasnije je snimljen i nastavak; “R. O. D. the TV”.

## Ekipa
Režija: Kouji Masunori
Glasovi: Reiko Miura (Yomiko Readman), Michiko Neya (Nancy Makuhari/”Mrs. Deep”), Chikao Otsuka (Hiraga Gen), Junko Takeuchi (Fabre) i drugi.

## Radnja
Tokyo. Yomiko Readman nosi naočale, introvertirana je i zamjenska je profesorica. Uz to je opsjednuta knjigama. Sav svoj novac troši na kupnju raznih knjiga, tako da je njen cijeli stan pun ljubavnih i drugih romana do stropa. Zapravo, toliko se nakupovala knjiga da neke knjižare već imaju njenu fotografiju ispod koje piše: „Pozdraviti pri pogledu“! Ipak, jednog dana joj neki luđak (klon Jeana Henrija Fabra) na ogromnom skakavcu ukrade knjigu i ona ga počne proganjati te tako otkrije da ima posebne moći upravljanja molekulama papira; može narediti bilo kakvoj vrsti papira, od novina do novca, da se oblikuju u sve što žele. Tako ga pobijedi, no onda se pojavi g. Joker te ju nazove „Papir“ i unajmi kao tajnu agenticu koja će raditi za “Britansku knjižnicu”. Glavni je neprijatelj klon Ikkyua Soujona koji želi uz pomoć drugih klonova nabaviti Beethovenovu „Simfoniju smrti“ i pustiti ju diljem svijeta kako bi svi koju ju čuju počinili samoubojstvo. Yomiko zajedno s drugom agenticom, Nancy Makuhari, zvanom „Deep“ jer ima moć prolaženja kroz čvrste objekte, i Drakea, kreće na misiju kako bi spasila svijet. Ubrzo dođu u sukob s klonovima takvih slavnih ličnosti kao što su Otto Lilienthal i Genjo Sanzo. U raketi Nancy ubija Ikkyua, ali i sama pogiba. Yomiko ostane sama i tješi njenu sestru.

## Zanimljivosti
- Klonovi su bazirani na stvarnim slavnim ličnostima iz povijesti.
- U prvoj epizodi Joker pokaže Yomiko listu osoba kandidata za I-Jin projekt. Jedno od imena je i Hideyuki Kurata, autor serije.

## Kritike
Kritičar Kei na siteu Animeacademy.com je hvalio seriju: „Jeste li ikada imali osjećaj kada sjednete da biste pogledali neki anime i odmah na početku kažete sami sebi; “Znam da ću uživati u ovome“? Kod „Read or Die“ je baš tako bilo za mene. Znao sam odmah na početku kada sam vidio nevjerojatnu uvodnu špicu, i animaciju koja ju je pratila, da sam našao nešto jedinstveno. I usitinu je jedinstveno! Najzanimljiviji element je odabir glavne junakinje. Pa samo pogledajte sve ostale stereotipove akcijskih animea...Sve u svemu, sa svojom jedinstvenom prisutnošću i krasnom animacijom, „Read or Die“ je definitivno najzabavniji akcijski anime. Kada bi morao birati jednu OVA seriju da postane dugometražna televizijska serija, ovaj bi anime bio na vrhu moje liste“. 
S druge strane Mike Crandol na siteu Animenewnetwork.com je bio suzdržan prema animeu: „Priča u „Read od Die“ je slaba ne zbog toga što upada u camp, nego zato što nije dovoljno razrađena…Da je malo više njege dodano priči i likovima, „Read od Die“ bi bila jedna od najboljih OVA serija. No dobiven rezultat je opulentno ali i lako zaboravljivo gledateljsko iskustvo. Animacija i dizajn neosporno ga čine vrijednim za iznajmljivanje, no sve u svemu „Read od Die“ ne može popuniti svoje vlastite cipele“. Robert Nelson s Themanime.org je hvalio seriju: „Čak i ako pokušate shvatiti „Read od Die“ ozbiljno, nećete moći. Cijeli koncept je urnebesan. Tri tajna agenta lutaju po svijet kako bi pronašli knjigu?!...Ono što najviše volim u njemu je u kojoj je mjeri originalan.“

## Vanjske poveznice
- IMDb.com
- Animeacademy.com
- Recenzija na Animenewsnetwork.com
- THEManime.org